# John Moresby
John Moresby (Allerford, 15 marzo 1830 – Fareham, 12 luglio 1922) è stato un ammiraglio ed esploratore britannico che esplorò la costa della Nuova Guinea scoprendo l'approdo di Port Moresby.

## Biografia
Moresby nacque ad Allerford, Somerset, Inghilterra, figlio dell'ammiraglio Fairfax Moresby. Si arruolò nella marina in giovane età come volontario di I classe sulla HMS Victor, facendo carriera e venendo messo a capo dell'incrociatore a vapore da 1031 tonnellate HMS Basilisk col quale condusse sopralluoghi idrologici ad est della Nuova Guinea. Durante il sopralluogo della costa meridionale scoprì il porto cui diede il nome di Fairfax dedicandolo al padre. La città che vi fu fondata, attorno ai preesistenti villaggi nativi (soprattutto quello di Hanuabada), prese il nome di Port Moresby e ne è oggi la capitale.
John Moresby era anche alla ricerca di una rotta più breve tra Australia e Cina, e all'estremità orientale dell'isola scoprì gli stretti della Cina. Proseguì l'esplorazione lungo la costa nordoccidentale fino al golfo di Huon.
Il 29 settembre 1876 Moresby assunse il comando della HMS Endymion, rimanendone in carica fino al 6 marzo 1878.
Fu in seguito promosso retroammiraglio e morì il 12 luglio 1922 a Fareham, Hampshire, Inghilterra.

## Famiglia
Nel 1859 sposò Jane Willis Scott (? - 1876) di Queenstown, Irlanda (isola), ed insieme ebbero sei figli:
- Walter Halliday Moresby (9 novembre 1861 – 24 aprile 1951), avvocato e spia
- Elizabeth Louisa Moresby (1862–1931) divenne una famosa scrittrice con numerosi pseudonimi
- Ethel Fortescue Moresby (1865 - ?), sposò Frederick Haines
- Georgina Moresby (23 July 1867 - ?), sposò Peyton Temple Mackeson
  - Donald Fairfax Mackeson
- Hilda Fairfax Moresby (16 dicembre 1868 – 16 agosto 1893), annegata accidentalmente
- Gladys Moresby (5 aprile 1870 - ?)

## Opere
- John Moresby, John Murray, New Guinea and Polynesia..., 1876 (ristampato nel 2002, Elibron Classics, ISBN 1-4021-8798-X)
- John Moresby, John Murray, Two Admirals, Admiral of the Fleet, Sir Fairfax Moresby (1786-1877), and His Son, John Moresby. A Record of Life and Service in the British Navy for a Hundred Years, Londra, 1909